# Jack DeSena
Jack DeSena (Boston, 6 de dezembro de 1987) é um ator americano mais conhecido por seus papeis em All That e em Avatar: The Last Airbender.